# Santa monaca con due fanciulle

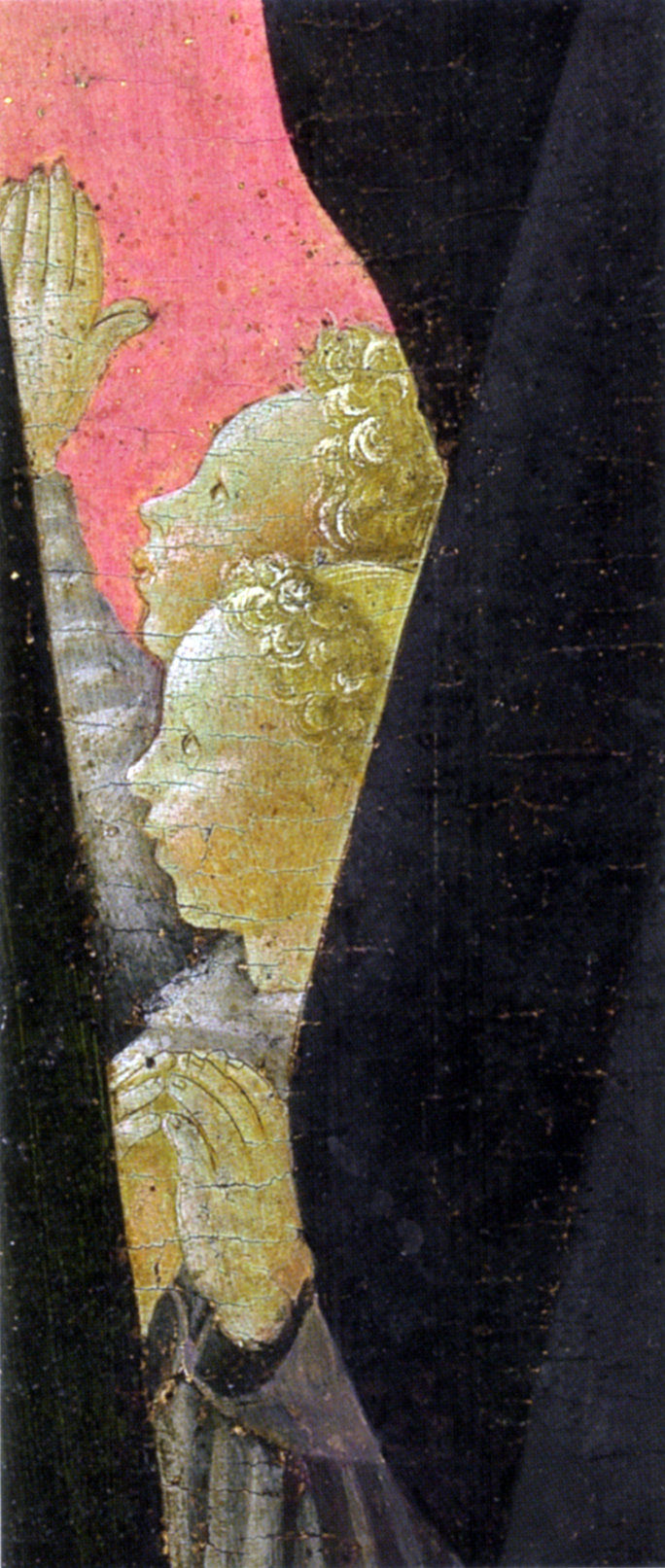
Dettaglio

La Santa monaca con due fanciulle è un dipinto frammentario a tempera su tavola (79x35 cm) di Paolo Uccello, databile al 1435 circa e conservato alla Galleria degli Uffizi di Firenze.

## Storia
L'opera proviene da una pala di maggiori dimensioni segmentata in epoca imprecisata: si tratta comunque dell'unico frammento conosciuto. Già nella Collezione Contini Bonacossi, fu acquistata dallo Stato italiano nel 2001 e in seguito stata destinata alla galleria fiorentina, nella sala del primo Rinascimento.
Le prime menzioni risalgono all'epoca di Stefano Bardini. Fu attribuita da Roberto Longhi nel 1928 (edito nel 1968) a Giovanni di Franco, un pittore della cerchia di Domenico Veneziano, al quale riferì nell'occasione anche gli affreschi della Cappella dell'Assunta di Prato e l'Adorazione di Karlsruhe: tutte opere transitate poi nel catalogo di Paolo Uccello (Giovannozzi 1934; comunicazione di Longhi a Salmi 1936). La datazione lega l'opera più o meno agli affreschi pratesi, con qualche oscillazione tra il 1430/31 e il 1440. Un indizio di legami con l'area pratese è dato dal fregio a soffietto dell'ambientazione, che ricorre anche nella scena della Natività della Vergine dei citati affreschi del Duomo di Prato e nel basamento architettonico di una Madonna in terracotta attribuita a Donatello e conservata nel Museo civico di Prato.

## Descrizione e stile
L'opera è contenuta in una cornice a scatola apribile tipica delle opere Contini-Bonacossi, e reca su fianco sinistro il numero 113 stampigliato. L'opera è stata tagliata in basso e a sinistra.
Il frammento mostra un'imponente figura di una santa monaca in abito scuro, rivolta verso destra e reggente in mano un rosario. È stata interpretata come santa Scolastica, ma più probabilmente raffigura santa Monica, la madre di sant'Agostino che a Firenze aveva intitolati in monastero e una chiesa in Oltrarno. Monica inoltre è compatibile con l'ampio abito scuro, quasi vedovile (nella cui monumentalità sono già vivi gli echi delle Madonne di Masaccio), e con il rosario in mano, col quale tanto pregò per la conversione del figlio. Dopo il 1430 inoltre il culto della santa subì un rilancio, dovuto alla traslazione delle sue reliquie da Ostia a Roma. L'aureola della santa è un disco tridimensionale lavorato a falde, indice di un vivo interesse prospettico, compatibile con opere come la Madonna col Bambino di Dublino.
Essa si trova in una stanza prospettica, intonata a una cromia ridotta tipica dell'Uccello, basata sui rossi, i neri e l'oro. Ai suoi piedi si trovano due fanciulli, molto più piccoli che contrastano per la loro vivacità. Si trattava dunque di una precoce sacra conversazione a spazio unificato, databile agli stessi anni in cui Filippo Lippi e Beato Angelico sperimentavano l'abbandono del tradizionale polittico di gusto gotico.
Davanti alla monaca si vedono alcuni dettagli di una figura antistante, variamente interpretabili, forse un san Pietro martire col coltello conficcato in testa, di cui si vedrebbe il manico, e con uno scuro abito domenicano, di cui si intravede un lembo inferiore. È stato notato come il coltello sarebbe troppo in basso rispetto alla testa del santo in un'ipotetica isocefalia rispetto alla santa monaca; è altresì possibile che le figure degradassero a esedra attorno a una figura di Maria, come accade ad esempio nella Pala di Santa Lucia dei Magnoli. Meno convincente è l'ipotesi che accanto alla monaca sia presente Maria e che il manico appartenga a uno strumento musicale suonato da un angelo (A. Angelini in Masaccio, 2002).